# Tarkan
Tarkan Tevetoğlu (Alzey, 17 de outubro de 1972) é um cantor pop turco nascido na Alemanha. Suas canções mais conhecidas são "Şımarık" e "Şıkıdım".
Um dos grandes ídolos da música pop turca, faz também um grande sucesso internacionalmente, tendo aberto o mercado para um tipo de música que não era tocada na Turquia. Suas canções fazem uma mescla de estilos do oriente e ocidente com um fundo pop.
Tarkan ficou conhecido por usar temas sexuais e românticos em seus trabalhos e tem sido apelidado de "Príncipe do Pop" pelos meios de comunicação da Europa. Ele lançou vários álbuns durante a sua carreira, com um número estimado de 29 milhões de álbuns e singles vendidos. Uma característica interessante, é  que Tarkan costuma sempre inovar em sua aparência, usando roupas ousadas e cortes de cabelo exóticos.

## Biografia
Tarkan nasceu em Alzey, na Alemanha Ocidental. Seus pais - Ali Never Tevetoglu e Nese Hanin - fizeram parte da geração de imigrantes turcos que entraram na Alemanha Ocidental durante o boom econômico do país. A família de seu pai tem entre seus antepassados militares heróis de guerra que lutaram nos exércitos otomanos na Guerra Russo-Turca; enquanto a família da mãe vem de uma longa linhagem de cantores folclóricos talentosos do Turcomenistão. Tarkan permaneceu em Alzey até os 13 anos de idade, quando seu pai Ali decidiu, em 1986, retornar com sua família à Turquia. Ali morreu de um ataque cardíaco em 1995 na idade de 49 anos. Sua mãe casou-se com o arquiteto Seyhun Kahraman. Tarkan mantém laços estreitos com a família na Turquia e na Alemanha. Ele ainda fala a língua alemã, apesar de não falar com frequência esse idioma, já que ele tem vivido nos EUA e na Turquia há 20 anos. Apesar de seus antepassados militares, Tarkan se recusou, no ano de 2000, a servir ao exército turco, sob a alegação de que não atiraria em seus compatriotas curdos. Por isso, chegou a perder a cidadania turca e suas músicas foram proibidas em muitos estabelecimentos. Pagou uma taxa para reduzir o tempo do serviço militar, e posteriormente recuperou sua cidadania.
O "Príncipe do Pop", como também é conhecido, enfrentou algumas dificuldades devido à sua personalidade retraída quando se trata de mídia e informações pessoais. Alguns paparazzi chegaram mesmo a agredi-lo em decorrência de seu comportamento arredio, ao que Tarkan reagiu com críticas severas quanto ao comportamento da mídia. Também corriam boatos de que seria homossexual, o que o cantor negou taxativamente: "Falam isso porque eu destruo a imagem que costumam mostrar como masculinidade", afirmou. Tarkan namorou a advogada Bilge Ozturk por 7 anos, mas não chegaram a se casar. Casou-se no mês de abril de 2016 com Pinar Dilek, que foi sua fã antes de se conhecerem.

## Discografia
- 1992 — Yine Sensiz
- 1994 — Aacayipsin
- 1997 — Ölürüm Sana
- 1998 — Tarkan [coletânea internacional]
- 2001 — Karma
- 2003 — Dudu
- 2006 — Come Closer [álbum em inglês, lançado internacionalmente]
- 2007 — Metamorfoz
- 2008 — Metamorfoz Remixes [disco de remixes]
- 2010 — Adımı Kalbine Yaz